# Battaglia di Horaniu
La battaglia di Horaniu avvenne la notte tra il 17 e il 18 agosto 1943, nelle acque a nord dell'isola di Vella Lavella, tra una formazione di quattro cacciatorpediniere giapponesi, condotti dal contrammiraglio Matsuji Ijūin a copertura di una flottiglia di chiatte cariche di rinforzi per la guarnigione dell'isola, e un gruppo di altri quattro cacciatorpediniere statunitensi, allertato dalla ricognizione aerea e mobilitato per impedire la missione nipponica. La battaglia si risolse in un inconcludente scambio di colpi, rimasto quasi senza conseguenze, e con la riuscita dell'operazione di rifornimento.

## Situazione strategica
Conquistata dopo mesi di feroci battaglie terrestri e navali l'isola di Guadalcanal, gli Stati Uniti d'America avevano trascorso i mesi dal febbraio 1943 in avanti riorganizzando le forze nello scacchiere del Pacifico sud-occidentale e tartassando con incursioni aeree e navali gli aeroporti giapponesi in Nuova Georgia, su Kolombangara e su Vella Lavella. Il 30 giugno 1943 il viceammiraglio William Halsey dette avvio alla campagna di riconquista delle Salomone, impiegando la nuova tecnica detta "salto della cavallina", volta a isolare posizioni nipponiche troppo forti o di irrilevante valore strategico per colpire e occupare le posizioni realmente importanti o scarsamente difese. L'isola di Vella Lavella era presidiata da una guarnigione trascurabile, poiché il quartier generale della Flotta dell'Area sud-orientale tenuto dal viceammiraglio Jin'ichi Kusaka aveva concentrato grandi forze su Kolombangara, più vicina alla linea del fronte e ritenuta obiettivo certo della prossima offensiva statunitense. Invece, il mattino del 15 agosto, circa 6 000 soldati della 25th Infantry Division sbarcarono a Vella Lavella, gettando nella confusione i comandi giapponesi: si impose dunque necessaria una missione di rifornimento urgente, nonostante i grandi pericoli di intercettazione da parte delle forze navali leggere statunitensi.

## Lo scontro
Il viceammiraglio Kusaka dette dunque disposizioni per soccorrere Vella Lavella; l'8ª Flotta del viceammiraglio Tomoshige Samejima distaccò dalla 3ª Squadriglia cacciatorpediniere la nave ammiraglia Sazanami e tre altre unità (Shigure, Hamakaze, Isokaze) agli ordini del comandante, il contrammiraglio Matsuji Ijūin. Questa squadra salpò da Rabaul alle 05:00 del 17 agosto e diresse verso Bougainville, da dove sarebbe partito un piccolo convoglio di venti chiatte motorizzate con a bordo 400 uomini. Durante la navigazione le unità nipponiche furono però individuate da un ricognitore statunitense e alle 13:30 Ijūin ricevette un messaggio che lo avvisava della presenza di tre cacciatorpediniere americani nello stretto di Gizo, a sud di Vella Lavella: fece aumentare la velocità per raggiungere le chiatte, partite da Buin alle 12:27.
Al tramonto le forze giapponesi erano riunite e stavano calando da nord-ovest su Vella Lavella, sperando di sfuggire all'avversario; dalle 23:00, però, due aerosiluranti Grumman TBF Avenger ristabilirono il contatto e, poi, otto bombardieri bimotori attaccarono le unità nipponiche, senza conseguire però alcun risultato. Il viaggio proseguì indisturbato e dinanzi al golfo di Vella il contrammiraglio Ijūin accostò a 180° verso ovest, ma alle 00:30 ordinò di assumere una rotta nord-ovest, allontanandosi dalle chiatte: erano infatti state rilevate navi statunitensi a 15 000 metri. All'improvviso, alle 00:40, un aereo nipponico sganciò un razzo illuminante che rivelò la presenza dei quattro cacciatorpediniere americani USS Chevalier, USS Taylor, USS Nicholas e USS O'Bannon in accostata verso ovest e in pericoloso avvicinamento al gruppo di chiatte. Nonostante la grande distanza, Ijūin ordinò alle 00:52 un lancio di siluri: dei ventitré ordigni nessuno colpì le navi statunitensi, che comunque misero la prua a nord-ovest per sfuggire loro. Alle 00:57 lo Hamakaze, subito seguito dall'ammiraglia Sazanami, iniziò a sparare contro le unità avversarie che, dopo un'accostata a ovest in linea di fila, avevano ripreso la rotta precedente; anche i cacciatorpediniere statunitensi cominciarono a cannoneggiare i giapponesi e alle 00:59 inquadrarono lo Shigure, senza però colpirlo, quindi alle 01:00 precise diressero a nord. In quella, lo Hamakaze individuò con l'apparato radar di cui era dotato una seconda squadra nemica, segnalando la scoperta a Ijūin, che ordinò la ritirata verso nord-ovest; giapponesi e americani si scambiarono ancora alcune bordate ma nessun colpo giunse a segno e i danni registrati dalle due formazioni furono esigui.

## Conclusioni e conseguenze
Durante la battaglia il convoglio di chiatte aveva mantenuto una rotta sud-est per raggiungere al più presto la costa; fu raggiunto da alcune granate e perse due imbarcazioni, ma il grosso dei battelli approdò al crepuscolo del 19 agosto nella baia di Kokolope vicino a Horaniu, sulla costa settentrionale di Vella Lavella. La battaglia si concluse dunque con la vittoria strategica nipponica, perché lo scopo della missione fu raggiunto con perdite molto contenute; vero è che entrambe le formazioni dettero prova di scarso mordente e i giapponesi soprattutto non seppero approfittare della sorpresa, addirittura fuggendo al solo annuncio di una seconda formazione statunitense.